# Konståret 1855

## Händelser

### Okänt datum
- Världsutställningen i Paris.
- Gustave Courbet ställer ut sina målningar, inklusive den monumentala L'Atelier du peintre i ett tält bredvid den officiella Salon de Paris vilket skapade både offentligt indignation såväl som konstnärlig beundran.
- Jean Auguste Dominique Ingres ställer ut Venus Anadyomene, vilken har tagit honom fyrtio år att fullborda.

## Verk

Gustave Courbets tavla L'Atelier du peintre färdigställs 1855.

- Gustave Courbet - L'Atelier du peintre (Musée d'Orsay, Paris).
- Ford Madox Brown - The Last of England (Birmingham Museum and Art Gallery, Birmingham).

## Priser
- Prix de Rome (i kategorin skulptur) - Henri-Michel-Antoine Chapu

## Födda
- 3 februari – Isidore De Rudder (död 1943), belgisk gravör, målare och skulptör.
- 11 februari – Erik Werenskiold (död 1938), norsk målare och tecknare.
- 1 mars – Adolfo Apolloni (död 1923), italiensk skulptör.
- 7 april – Clara Wæver (död 1930), dansk textilkonstnär.
- 1 maj – Cecilia Beaux (död 1942), amerikansk porträttmålare.
- 2 juli – Georg Pauli (död 1935), svensk konstnär, målare.
- 11 juli – Karl Nordström (död 1923), svensk konstnär.
- 30 juli – James E. Kelly (död 1933), amerikansk skulptör och illustratör.
- 30 augusti – Evelyn De Morgan (död 1919), brittisk målare.
- 4 september – Eva Acke (död 1929), svensk konstnär.
- 8 september – William Friese-Greene (död 1921), engelsk fotograf och filmfotograf.
- 2 november – Allan Österlind (död 1938), svensk målare och skulptör.
- 6 december – Ottilia Adelborg (död 1936), svensk akvarellkonstnär.

## Avlidna
- 16 januari
  - Paulin Guérin (född 1783), fransk målare.
  - Johann Georg Primavesi (född 1774), tysk etsare och målare.
- 3 mars – Copley Fielding (född 1787), engelsk målare.
- 18 april – Jean-Baptiste Isabey (född 1767), fransk målare.
- 7 maj – Wendela Gustafva Sparre (född 1772), svensk konstnär.
- 9 juni – Piotr Michałowski (född 1800), polsk porträttmålare.
- 18 augusti – Amasa Hewins (född 1795), amerikansk porträtt-, genre-, och landskapsmålare.
- 16 september – Benedetto Pistrucci (född 1783), italiensk gravör.
- 30 september – Camille Roqueplan (född 1803), fransk målare.
- 3 november – François Rude (född 1784), fransk skulptör.